# 君が、嘘をついた。
『君が、嘘をついた。』（原題：Les Menteurs）は、1996年のフランス映画。ジャン＝ユーグ・アングラードが監督のエリ・シュラキと組んだ、映画の内幕モノを描いたライトコメディ。悩める監督の姿を描いたコメディだが、アングラードが久々に軽妙な演技を見せる。

## ストーリー
脚本家志望のデイジーは映画界に入りたくて、憧れでもある映画監督のザック（アングラード）と、妻であり大女優でもあるエレーヌ（ロレイン・ブラッコ）に近づこうと、ある嘘を企てる。運良く彼らに近づいたデイジーだったが、監督のザックは失踪する。そして8ヶ月ぶりに戻ってきたザックは、浮浪者のように変わり果てていた。

## スタッフ
- 監督：エリ・シュラキ
- 脚本：アントワーヌ・ラコンブレーズ、エリ・シュラキ
- 撮影：フランソワ・カトンネ
- 編集：ジャック・ヴィッタ
- 録音：フランソワ・ミュジー
- 衣装：マルティーヌ・ラパン

## キャスト
※括弧内は日本語吹替
- ザック：ジャン＝ユーグ・アングラード（堀内賢雄）
- デイジー：ヴァレリア・ブルーニ・テデスキ
- エレーヌ：ロレイン・ブラッコ
- マークス：サミー・フレー（石塚運昇）
- リサ：ジュリー・ガイエ
- ディエゴ：クリスチャン・シャルムタン
- ヴィクトール：マルク・ラヴォワーヌ（田中正彦）
- アントワーヌ：ミカエル・コーエン
- ステファンヌ：エリック・ヴィラール
- キャスティング監督 - ドミニク・ベスネアール
- 他：ボリス・テラル、マルコム・コンラート